# کوه سمحان
کوه سمحان (به عربی: جَبل سمحان) نام کوهی است در استان ظُفار در کشور پادشاهی عُمّان.
این کوه در سمت مشرق شهرستان صلاله
واقع شده‌است، و در حدود ۷۵ کیلومتر از شهرستان ثلاله فاصله دارد. ارتفاع کوه سمحان از سطح دریا در میان ۲۱۰۰ متر است.
«کوه سمحان» از رشته‌کوه‌های جنوبی کشور پادشاهی عمان به شما می‌آید و از نقاط دیدنی سلطنت عمان است.
و یکی از مناطق گردشگری و دیدنی شهر صلاله است.
در پیرامون این کوه جانوران و پرندگان مختلفی زندگی می‌کرده‌اند و می‌کنند، همچنین در پایه وقلهٔ کوه
درختهای گوناگون و تنومند مانند: کُنار، سمر، سَلَم، کُور، کِرت، لبان و کُوهِنگ به وفرت وجود دارد .
از انواع پرندگان که در این کوه زندگی می‌کنند می‌توان از کبک، قُمری، بادخور، تیهو، سبزقبا، چکاوک، چکاوک هدهد و هدهد، بلبل، گنجشک، دم جنبانک، فاخته، سهره، صعوه، کوکر، دراج
نام برد که به‌ویژه در فصل زمستان و بهار هنگام جفت‌گیری و تخم گذاری با آواز دلنشین خود این منطقه کوهستانی را شاد می‌کنند.
در پیرامون کوه روباه، کفتار، شغال، جوجه‌تیغی، خرگوش، بز کوهی نیز یافت می‌شود.
پرندگانی مانند: عقاب، شاهین، و دیگر گونه لاشخورها نیز در این منطقهٔ گسترده کوهستانی زندگی می‌کنند، همچنین درنگانی مانند: پلنگ، یوزپلنگ، گرگ، خوک، نیز کم وبیش وجود دارد.